# Bulancak
Bulancak là một huyện thuộc tỉnh Giresun, Thổ Nhĩ Kỳ. Huyện có diện tích 693 km² và dân số thời điểm năm 2007 là 59325 người, mật độ 86 người/km².